# Костино (село, Дмитровський міський округ)
Ко́стино (рос. Костино) — село у складі Дмитровського міського округу Московської області, Росія.

## Населення
Населення — 654 особи (2010; 623 у 2002).
Національний склад (станом на 2002 рік):
- росіяни — 87 %